# Жамбалова, Эржена Зугдаровна
Эрже́на Зугда́ровна Жамба́лова — (бур. Зугдарай Эржэн) заслуженный работник культуры Российской Федерации, народная артистка Республики Бурятия, заслуженная артистка Республики Бурятия, директор Бурятского театра оперы и балета имени Г. Ц. Цыдынжапова (со 2 октября 2018 года по 7 октября 2021 года).

## Биография
Эржена Жамбалова родилась 1 января 1965 года в городе Ленинграде. Еще в детстве она с родителями переехала в Улан-Удэ.
После учебы в средней школе Эржена Жамбалова поступила в Ленинградский государственный институт театра, музыки и кинематографии по специальности «Актриса драматического театра и кино», который окончила в 1986 году. С 1987 по 1989 год училась в ассистентуре-стажировке в ЛГИТМиК.
В 1990 году вернулась в Бурятию и поступила на службу в Государственный Бурятский академический театр драмы им. Х. Намсараева.
С 1997 по 2002 Жамбалова работала преподавателем актерского мастерства кафедры театрального искусства Восточно-Сибирской академии культуры и искусств. В августе 2000 года приказом Министерства культуры РБ назначена директором Бурятской государственной филармонии.
С июля 2013 года – художественный руководитель ГБАТД им. Хоца Намсараева.
2 октября 2018 года назначена директором  Бурятского театра оперы и балета имени Г. Ц. Цыдынжапова.

## Творчество
В 1992 году Эржена Жамбалова вместе с мужем, актером ГБАТД Саяном, создают театр песни «Уянга». Она пишет музыку на стихи Саяна. Эти песни-откровения отличаются философским размышлением о жизни, о вечных человеческих ценностях – любви, рождении, матери, Родине, о том, где и в чем корни бурятского народа.
Семейный дуэт Жамбаловых с сольными концертными программами «Капель», «Дождь снов»  объехал все районы Бурятия. С успехом проходили гастрольные концерты Эржены и Саяна Жамбаловых в Москве, Санкт-Петербурге, Иркутске, Чите, Агинском и Усть-Ордынском бурятских автономных округах. И всегда слушателей подкупали в концертах как смысл и содержание их песен, так и высокая культура и особая доверительность исполнения, мягкие сливающиеся голоса.
В 1993 году вышли два аудиоальбома с записью авторских песен Эржены и Саяна Жамбаловых.
В 1995 году Жамбаловы становятся Лауреатами Международного конкурса исполнителей эстрадного искусства в Улан-Баторе. В том же году выходит из печати книга стихов и песен «Саян и Эржена Жамбаловы».
В 1996 году Жамбаловы создают рок-группу «Урагшаа», где  интонации и своеобразие бурятского мелодического языка органично сливаются с современными ритмами. Концерты группы «Урагшаа» вызывают неподдельный интерес и популярность у молодежи. В свою очередь исполнители ставят перед собой задачу эстетического и нравственного воспитания подрастающего поколения через песни, рок композиции.
В Пекине в 1997 году  был выпущен компакт-диск «Урагшаа».  Творчество группы хорошо известно не только в Бурятии, но и в Монголии, Китае, Усть-Ордынском, Агинском округах. С большим успехом Эржена и Саян Жамбаловы выступали на фестивалях в Монголии с эстрадным оркестром «Баян-Монгол».
Эржена хорошо известна жителям Республики Бурятия и как диктор студии «Тивиком»,  где она плодотворно, с большой самоотдачей и заинтересованностью работала параллельно с концертными выступлениями.
С 1996 года большое внимание Эржена Жамбалова уделяет изучению бурятского народного творчества. С этой целью она совершает ежегодные экспедиции по районам Бурятии, Усть-Орды, Аги с целью сбора фольклорного материала, записью легенд, песен, преданий.
Эржена Зугдаровна участвует в международных проектах Института Мировой Музыки в Нью-Йорке и ежегодно совместно с театром Ла Мама (Нью-Йорк, США) ставит спектакли, основанные на бурятских легендах и сказаниях, используя бурятские народные песни.
В 1997 году она начинает преподавательскую работу в Восточно-Сибирской академии культуры и искусств, ведет уроки актерского мастерства со студентами национальной бурятской актерской студии. В 1999 году актерской студией был поставлен спектакль «Дождь снов», основанный на авторских песнях Эржены и Саяна Жамбаловых.
Большой  общественный  резонанс  среди  деятелей  театрального  искусства  и огромный успех у зрителей вызвал  спектакль актерской студии «Улейские девушки», основанный на легендах и фольклорном песенном материале иркутских бурят. Одним из авторов либретто и музыкальным оформителем спектакля стала Эржена Жамбалова. «Улейские девушки» представляли театральное искусство Бурятии на Всемирной театральной олимпиаде в Москве в апреле-мае 2001 года и был отмечен критикой как один из ярких примеров обращения в народным истокам, прекрасным воплощением современной тематики в соединении с фольклорными образами на сцене. Высокую оценку получила и непосредственная, живая, вдохновенная игра студийцев.
Этот спектакль с большим успехом был показан на Международном фестивале монголоязычных театров в Улан-Баторе.
Значительным событием в творческой судьбе Жамбаловой стал тот факт, что песня «Звезда кочевника» (музыка Э. Жамбаловой, стихи Б. Дугарова) стала Лауреатом Республиканского конкурса «Лучшая песня века» в номинации «композитор-любитель».
В августе 2000 года Жамбалова была назначена директором Бурятской государственной филармонии. Несмотря на недостаточное финансирование деятельности филармонии, Эржена Зугдаровна изыскивает средства, спонсорскую помощь для реализации творческих планов коллективов филармонии, проведения ремонта концертного зала, приобретения новых театральных кресел и т.д. Новой формой проведения культурно-досуговых мероприятий стали новогодние шоу-представления «Рождественские вечера», которые имели большой успех у зрителей.
Эржена Жамбалова организует гастроли выдающихся артистов в Улан-Удэ. Значительным событием в музыкальной жизни Республики Бурятия стал концерт талантливой монгольской певицы, заслуженной артистки Монголии Аюрзаны Долгор.  Как руководитель учреждения культуры Жамбалова много сил уделяет для установления творческих и деловых связей с учреждениями культуры Монголии, приглашает монгольских специалистов для работы с коллективами филармонии.
Талантливая актриса и певица, автор музыки к песням и спектаклям театра бурятской драмы, яркая творческая личность, обладающая прекрасными организаторскими способностями, Жамбалова хорошо известна в Бурятии, она пользуется огромным авторитетом и уважением среди общественных деятелей и работников культуры.

## Общественная позиция
В марте 2014 года поддержала аннексию Крыма, подписала письмо президенту России Владимиру Путину в поддержку аннексии.

## Личная жизнь
- Супруг — Саян Жамбалов — Народный артист Республики Бурятия (2002), Заслуженный работник культуры Российской Федерации (2010)
- Дочь — Сойжин Жамбалова (род. 10 июля 1988) — Режиссёр-постановщик театра Бурятской драмы
- Сын — Дахалэ Жамбалов — музыкант, актёр театра Бурятской драмы
- Дочь — Юмжана Жамбалова — художник

## Награды и звания
- Заслуженный работник культуры Российской Федерации (2010)
- Народная артистка Республики Бурятия
- Заслуженная артистка Республики Бурятия
- Лауреат Международного конкурса исполнителей эстрадного искусства в Улан-Баторе (1995)